# Stockholms universitets kårhus

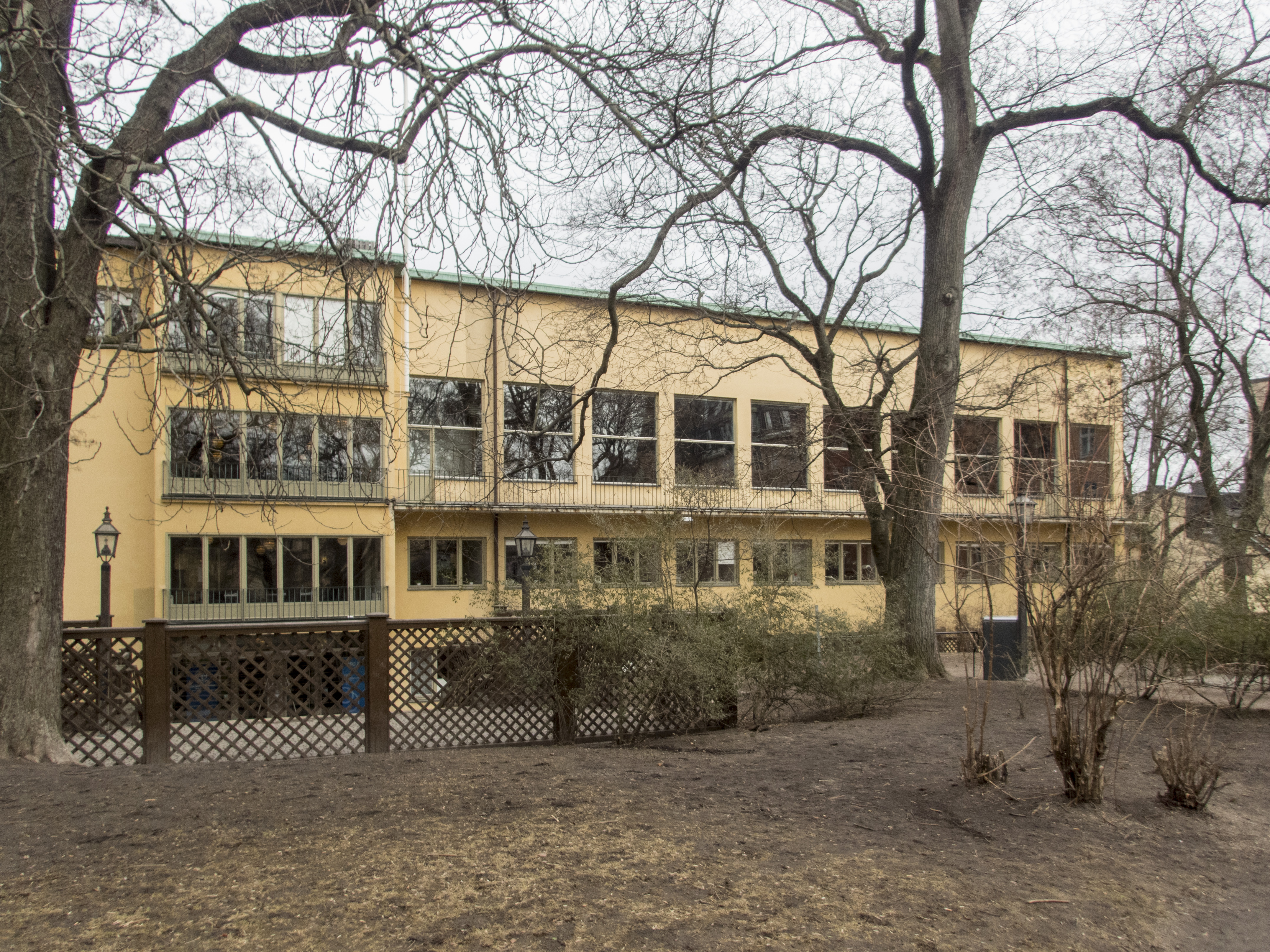
Kårhuset på Holländargatan 32–34.

Stockholms universitets kårhus (Kårhuset) är en byggnad på Holländargatan 32–34 i Vasastan i Stockholms innerstad. Huset byggdes för Stockholms högskolas studentkår och är uppfört av storbyggmästaren Olle Engkvist i funkisstil. Arkitekt var Paul Hedqvist och inredningen ritades av Rolf Engströmer. Vid invigningen i november 1935 högtidstalade Prins Eugen som även utfört utsmyckningar i kårhusets lokaler.
Kårhuset var platsen för den uppmärksammade "kårhusockupationen" i maj 1968.
Lokalerna inrymde under åren 1976–1988 musikstället Glädjehuset.
Efter att studentkåren 1981 flyttat till Allhuset  i Frescatiområdet byggdes huset 1988–1989 om för den näraliggande Handelshögskolan. Det sattes in hissar och den stora samlingssalen fick en foajé, och arbetet leddes av Åke Ahlströms arkitektkontor.